# 湯沐邑
湯沐邑（とうもくゆう、ゆのむら）とは、古代中国と、飛鳥時代から平安時代までの日本で、一部の皇族に与えられた領地である。国と時代により実態が大きく異なる。

## 中国の湯沐邑（とうもくゆう）

### 周代の湯沐邑
湯沐邑は周の制度として始まった。文献初見は『春秋公羊伝』隠公3年3月条である。そこでは、邴（へい）は鄭の湯沐邑であるとして、湯沐邑について解説する。それによれば天子が泰山を祭るとき、諸侯もみな泰山の下に従う。そのとき諸侯はみな湯沐のために邑を持つという。また『礼記』王制篇に、方伯が天子に朝するときにはみな天子の県内に湯沐の邑を持つとある。どちらも斎戒沐浴を名目とするが、遠くから来る諸侯と従者、使者の滞在に必要なものを、現地で満たすために与えられたのであろう。

### 戦国時代と漢代の湯沐邑
戦国時代には、湯沐邑は君主が与える領地を意味するものになった。魏無忌（信陵君）が趙の王から鄗（こう）を湯沐邑として与えられたことが、『史記』信陵君伝にある。
前漢の高祖劉邦は皇帝になってから、「朕は沛公からはじめて暴虐を誅し、ついに天下を得た」として、挙兵の地である沛を自分の湯沐邑にして、沛の税や労役負担を軽減した。生地である豊も同様にした。皇帝の湯沐邑はこの一例のみで、その後は皇族が湯沐邑を与えられた。
前・後の漢代に湯沐邑を与えられたのは、皇太子、皇后、皇太后、廃王、廃王女、公主、王女、皇后の生母である。太子の湯沐は、『後漢書』班彪伝に、旧制で10県とある。後に増やされたらしく、『漢旧儀』には、皇后・太子は各40県を食み、湯沐邑というとある。漢代の皇族男子は通常諸侯王や列侯になって、与えられた領地を統治した。それ以外の皇族に湯沐邑が与えられ、統治権を持たず、税収を手に入れるだけだった。湯沐邑を与えられたのが皇族女子と廃王に偏るのはこのためである。

## 日本の湯沐邑（とうもくゆう、ゆのむら）

### 湯沐邑の丹治部
湯沐邑の用例として最も古い時代を参照するものとしては、平安時代初期の815年に作られた『新撰姓氏録』に、「諸国に多治部を定めて皇子の湯沐邑にした」とある。この皇子は後の反正天皇にあたり、多治部を宰領した者が丹比連を名乗ったのが丹比氏のはじまりとと伝える。しかしこれは、5世紀に湯沐邑があった証拠にはならず、名代・子代を9世紀初めの制度に呼び替えたものと思われる。

### 壬申の乱の時の湯沐邑
『日本書紀』巻28、いわゆる「壬申紀」は、天武天皇元年（672年）の一年間を記し、そのほとんどを壬申の乱にあてる。その中に湯沐令への言及が2箇所、湯沐への言及が1箇所ある。「湯沐邑」という語そのものは見えないが、「湯沐」や「湯沐令」は湯沐邑から派生した語なので、元となる湯沐邑もあったと考えられる。その時代に中国を支配した唐王朝に湯沐邑はなかったので、日本の「湯沐邑」は漢代の制度からとったと思われる。
大海人皇子は自ら行動を起こす2日前、6月22日に使者を出し、安八磨郡（安八郡）の湯沐令（ゆのうながし）の多品治に兵を挙げて不破道を塞ぐよう命じた。これを受けて25日までに美濃の兵3000が大海人皇子のために不破道をふさいだ。この兵を湯沐邑の兵力とみる説と、美濃国全体の兵力とする説とがあるが、いずれの場合でも安八磨郡の湯沐邑が真っ先に軍事行動を起こしたことは確実である。24日、皇子は伊勢に向かう途中で、菟田郡家のそばで湯沐の米を運ぶ伊勢国の駄50匹に会った。25日、伊勢の鈴鹿郡家で、国司守の三宅石床、介の三輪子首、湯沐令の田中足麻呂、高田新家が出迎えた。
後の律令制の下での食封の規模をあてはめれば、湯沐邑は安八磨郡の一部ではなく、郡全体にあたるのではないかと考えられ、その郡の範囲は後の池田郡を含み、さらに広かった可能性もある。田中足麻呂については、多品治と同じく安八磨郡の湯沐邑の令だったとする説と、伊勢国に別の湯沐邑があったとする説がある。
後の律令制の湯沐邑は収入源でしかないが、この頃の湯沐邑と皇子との関係には密接なものがあったと推察される。

### 律令制の湯沐邑
律令制度では、東宮（皇太子）と中宮（皇后）のために湯沐邑が置かれた。もっとも、日本においては壬申の乱のように東宮が湯沐邑を経済的基盤として国家に対抗することを防ぐために、大宝令、養老令制定時には中宮のみ2000戸の中宮湯沐が置かれ、東宮には湯沐邑の代替として毎年、東宮雑用料（絁300疋・（真）綿500屯・糸500絇・調布1000端・鍬1000口・鉄500廷）が支給された（禄令封戸条）。光仁天皇の時代になって、山部親王（後の桓武天皇）のために特に東宮湯沐1000戸が与えられ、延喜式の段階では東宮湯沐として中宮と同様の2000戸が支給されるようになった（『延喜式』春宮坊、なお東宮雑用料も併給されている）。令制では別に封戸があり、他の皇族と臣下に与えられた。封戸と湯沐は呼び方の違いであり、実質は同じである。